# Asteridea nivea
Asteridea nivea là một loài thực vật có hoa trong họ Cúc. Loài này được (Steetz) Kroner mô tả khoa học đầu tiên năm 1980.